# 10908 Kallestroetzel
10908 Kallestroetzel eller 1997 XH9 är en asteroid i huvudbältet som upptäcktes den 7 december 1997 av OCA–DLR Asteroid Survey (ODAS). Den är uppkallad efter Karl-Heinz Stroetzel.
Asteroiden har en diameter på ungefär 12 kilometer.